# Lacipa innocens
Lacipa innocens är en fjärilsart som beskrevs av Erich Martin Hering 1928. Lacipa innocens ingår i släktet Lacipa och familjen tofsspinnare. Inga underarter finns listade i Catalogue of Life.